# Gradiente espectral
Em astrofísica e planetologia, gradiente espectral é a medida de dependência da refletância no comprimento de onda.
Em processamento digital de sinais, é a medida de quão rapidamente o espectro de um som vai em direção a frequências mais altas, calculado usando regressão linear.

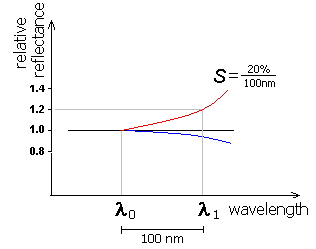
Ilustração do gradiente espectral.

## Em astronomia
O espectro na luz visível e infravermelho da luz solar refletida é usado para inferir propriedades químicas e físicas de um corpo. Alguns objetos são mais brilhantes (refletem mais) em comprimentos de onda maiores (vermelhos). Consequentemente, em luz visível eles aparecem mais vermelhos que objetos sem dependência da refletância no comprimento de onda.
O diagrama ao lado representas três gradientes espectrais:
- Um gradiente espectral vermelho, onde a refletância está aumentando com os comprimentos de onda.
- Espectro plano (em preto).
- Em um gradiente espectral azul, onde a refletância está diminuindo com os comprimentos de onda.

O gradiente espectral é definindo da seguinte forma:
{\displaystyle S={\frac {R_{F_{1}}-R_{F_{0}}}{\lambda _{1}-\lambda _{0}}}}
onde {\displaystyle R_{F_{0}},R_{F_{1}}} é a refletência medida com os filtros F0, F1 com os comprimentos de onda centrais λ0 e λ1, respectivamente.
Ele é geralmente expresso no aumento em porcentagem da refletância por unidade de comprimento de onda: %/100 nm (ou % /1000 Å)
O objeto transnetuniano Sedna é um exemplo de um corpo com um gradiente espectral vermelho (20%/100 nm) enquanto o espectro de Orcus é plano no infravermelho próximo.